# Matheus Alves (calciatore 1993)
Matheus Alves Leandro (19 maggio 1993) è un calciatore brasiliano, attaccante del Persita Tangerang.

## Carriera
Cresciuto nel settore giovanile del Fluminense, ha iniziato la sua carriera giocando in prestito con i francesi dell'Istres, con cui ha disputato una stagione e mezza tra seconda e terza divisione, i finlandesi del Lahti, dove ha esordito anche nelle coppe europee giocando due partite nei turni preliminari di UEFA Europa League, i sudcoreani del Gangwon, totalizzando 35 presenze e 11 reti in seconda divisione, e i malaysiani del Sri Pahang, con cui ha segnato 18 reti in 21 presenze in prima divisione. Nel gennaio del 2018 è stato acquistato a titolo definitivo dai sudcoreani del Suwon, con cui ha realizzato 2 reti in 13 presenze in seconda divisione, e nel giugno dello stesso anno è stato girato in prestito ai thailandesi del Chonburi, dove ha messo a segno 4 reti in 11 presenze nella prima divisione locale. Al termine della stagione è rimasto in Thailandia, trasferendosi a titolo gratuito al PT Prachuap, con cui ha segnato altre 5 reti in 13 presenze nella prima divisione thailandese. Negli anni successivi ha alternato esperienze tra Thailandia, Corea del Sud e Malaysia.

## Statistiche

### Presenze e reti nei club
Statistiche aggiornate al 18 dicembre 2022.
| Stagione        | Squadra         | Campionato      | Campionato | Campionato | Coppe nazionali | Coppe nazionali | Coppe nazionali | Coppe continentali | Coppe continentali | Coppe continentali | Altre coppe | Altre coppe | Altre coppe | Totale | Totale |
| Stagione        | Squadra         | Comp            | Pres       | Reti       | Comp            | Pres            | Reti            | Comp               | Pres               | Reti               | Comp        | Pres        | Reti        | Pres   | Reti   |
| --------------- | --------------- | --------------- | ---------- | ---------- | --------------- | --------------- | --------------- | ------------------ | ------------------ | ------------------ | ----------- | ----------- | ----------- | ------ | ------ |
| 2013-2014       | Istres          | L2              | 18         | 2          | CF+CdL          | 0+1             | 0               |                    | -                  | -                  |             | -           | -           | 19     | 2      |
| lug.-dic. 2014  | Istres          | N               | 1          | 0          | CF+CdL          | 1+0             | 0               |                    | -                  | -                  |             | -           | -           | 2      | 0      |
| Totale Istres   | Totale Istres   | Totale Istres   | 19         | 2          |                 | 2               | 0               |                    | -                  | -                  |             | -           | -           | 21     | 2      |
| 2015            | Lahti           | VL              | 31         | 12         | CF+CdL          | 2+0             | 0               | UEL                | 2                  | 1                  |             | -           | -           | 35     | 13     |
| 2016            | Gangwon         | K2              | 35         | 11         | CCS             | 1               | 1               |                    | -                  | -                  |             | -           | -           | 36     | 12     |
| 2017            | Sri Pahang      | SL              | 21         | 18         |                 | -               | -               |                    | -                  | -                  |             | -           | -           | 21     | 18     |
| gen.-giu. 2018  | Suwon           | K2              | 13         | 2          | CCS             | 1               | 0               |                    | -                  | -                  |             | -           | -           | 14     | 2      |
| giu.-nov. 2018  | Chonburi        | T1              | 11         | 4          |                 | -               | -               |                    | -                  | -                  |             | -           | -           | 11     | 4      |
| 2019            | PT Prachuap     | T1              | 13         | 5          |                 | -               | -               |                    | -                  | -                  |             | -           | -           | 13     | 5      |
| 2020            | Police Tero     | T1              | 1          | 0          |                 | -               | -               |                    | -                  | -                  |             | -           | -           | 1      | 0      |
| 2021            | Chungnam Asan   | K2              | 15         | 3          | CCS             | 2               | 2               |                    | -                  | -                  |             | -           | -           | 17     | 5      |
| 2022            | Negeri Sembilan | SL              | 20         | 6          |                 | -               | -               |                    | -                  | -                  |             | -           | -           | 20     | 6      |
| Totale carriera | Totale carriera | Totale carriera | 179        | 63         |                 | 8               | 3               |                    | 2                  | 1                  |             | -           | -           | 189    | 67     |